# Ștefania Mărăcineanu
Ștefania Mărăcineanu (Bucarest, 18 de junio de 1882 － Bucarest, 15 de agosto de 1944) fue una física rumana conocida por su labor en la investigación sobre la radiación, y en concreto, en métodos para medir la desintegración alfa. Trabajó en el Instituto del Radio de París con Marie Curie.

## Biografía
Ştefania nació en Bucarest el 18 de junio de 1882. Tuvo una infancia complicada de la que no le gustaba hablar, un asunto que llegó a ser algo parecido a un precinto a lo largo de toda su existencia. En 1910 obtuvo el grado de física y química, y pronto se convertiría en profesora en el Colegio Centrar para niñas de Bucarest.
Tras la Primera Guerra Mundial, fue a París para conseguir una especialización, en concreto, al Instituto del Radio ("The Radium Institute"), donde trabajó bajo las órdenes de Marie Curie. Es probable que estuviera en París desde el año 1920, en la escuela rumana fundada por Nicolae Iorga. Más tarde, al finalizar su doctorado en compañía de Marie Curie, recalaría en el Observatorio Astronómico de Meudon, bajo la supervisión de Henri Deslandres.
Publicó una gran cantidad de artículos para revistas científicas de prestigio durante los años comprendidos entre 1919 y 1930. En 1925 fue nombrada asistenta en la Facultad de Ciencias de Bucarest, donde organizó el primer laboratorio de radioactividad de Rumanía, donde realizó sus trabajos originales en este campo.

## Principales contribuciones
Emprendió experiencias interesantes como la obtención de lluvia artificial tanto en su país de residencia como en el extranjero, usando sales radioactivas, y obteniendo algunos resultados (como en Bărăgan o el Sahara). Publicó obras valiosas sobre el vínculo entre los terremotos y la lluvia y fue la primera en informar de que, en la víspera de un terremoto, se produce un aumento significativo de la radioactividad en el epicentro, debido a las emisiones de radón radioactivo (un gas producido por la descomposición del radio). Esta hipótesis tuvo una gran importancia práctica y fue confirmada años más tarde.
Trabajando en su tesis sobre la constante del polonio, en 1924, Ştefania observó un fenómeno: el plomo metálico que soporta dispositivos es influenciado por la radioactividad del polonio, comenzando a emitir radiación cuando el polonio actúa, pero que persiste después de que este deje de actuar.
Una década después de este descubrimiento, Frederic e Irene Joliot-Curie obtuvieron radioactividad artificial bombardeando el aluminio con partículas alfa, lo que produjo una desintegración del metal tras retirar la fuente de radiación alfa. Este descubrimiento les otorgó el Premio Nobel de Química en 1935, por sus trabajos en la síntesis de nuevos elementos radiactivos. Entre la comunidad científica se considera que Ştefania merecía haber sido asociada a este Premio Nobel, al ser la primera en identificar el fenómeno. De hecho, Irene Joliot-Curie confesó en un artículo para el "Neues Wiener Journal", en 1934 lo siguiente: "Nos acordamos que una científica rumana, Miss Mărăcineanu, anunció en 1924 el descubrimiento de la radioactividad artificial", "Fue una rumana, Miss Mărăcineanu, quien unos pocos años antes fue probablemente la primera persona en observar que los elementos no radioactivos podrían crear elementos radioactivos bajo ciertas condiciones, lo que significa que emiten una radiación similar al tipo que, hasta ahora, ha sido observado solamente para los pocos elementos radioactivos". Este fue el único reconocimiento que tuvo por parte de las personas premiadas por el descubrimiento.
Maracineanu también realizó observaciones novedosas en cuanto a la radioactividad artificial, el fenómeno en el que un material radioactivo es capaz de crear otro material radioactivo. En 1928, ya bajo la tutela de Henri Deslandres, publicó junto con este un extenso desarrollo sobre su investigación acerca de esta transmutación química. Este trabajo impresionó a la Reina María de Edimburgo, y Ştefania recibiría un premio en memoria del recientemente fallecido Rey Fernando, de manos de la fundación del mismo nombre.

## Colaboración en Paris junto a Marie Curie
Marie Curie, conocida por ser la primera persona en ganar dos premios Nobel en diferentes campos científicos (Física y Química), dirigía el laboratorio donde Mărăcineanu trabajó. La relación entre ambas no está ampliamente documentada, pero parece que Mărăcineanu tuvo la oportunidad de trabajar bajo la supervisión de Curie y de aprender de sus experimentos y metodologías.
Mientras trabajaba en el laboratorio de Curie, Mărăcineanu comenzó a investigar los efectos de la exposición de diferentes materiales al radio. Observó un fenómeno que la llevó a proponer la idea de la radiactividad artificial. Durante sus experimentos, notó que ciertos materiales, como el aluminio, parecían adquirir propiedades radiactivas tras haber sido expuestos al radio, lo que sugería que la radiactividad podía ser inducida, o “creada”, artificialmente. Este descubrimiento fue una de las primeras sugerencias de que los elementos podían ser transformados mediante la exposición a fuentes radiactivas.
Sin embargo, la investigación de Mărăcineanu en este campo fue difícil. Marie Curie y el equipo del Instituto de Radium estaban enfocados en sus propias líneas de investigación y probablemente no prestaron mucha atención a los experimentos de Mărăcineanu, en parte porque ella era una científica visitante y no una investigadora principal. Además, Mărăcineanu era una investigadora rumana en un ambiente predominantemente francés, lo cual pudo haber influido en el nivel de reconocimiento y apoyo que recibió.

## Vida personal
Ștefania Mărăcineanu nació el 18 de junio de 1882 en Bucarest, Rumania, en una familia de clase media. Se sabe que sus padres hicieron grandes esfuerzos para apoyarla en su educación, lo cual era poco común para una mujer en esa época, especialmente en el campo de la ciencia. No se tiene registro de que haya tenido hermanos, y no se ha documentado mucha información sobre su vida familiar más allá de su educación y su desarrollo profesional.
No existen registros de que Mărăcineanu se casara o tuviera hijos, lo cual era común en esa época para muchas mujeres que optaban por carreras científicas, ya que el trabajo en investigación exigía dedicación y frecuentemente las excluía de los roles familiares tradicionales. La falta de apoyo a las mujeres en la ciencia durante su tiempo también hizo difícil para Mărăcineanu mantener una red de colegas cercanos, lo que puede haber influido en su aislamiento.
En sus últimos años, regresó a Rumania, donde continuó investigando y enseñando, aunque enfrentó limitaciones de recursos y apoyo institucional. Murió el 15 de agosto de 1944 en Bucarest, probablemente a causa de una enfermedad relacionada con la radiación. Sin embargo, su contribución a la ciencia comenzó a reconocerse a nivel nacional tras su muerte.

## Datos sobre sus publicaciones
Escribió una serie de publicaciones sobre las investigaciones que llevó a cabo: la radioactividad artificial inducida por bombardeo alfa, la transmutación de plomo en mercurio y oro, el descubrimiento de la lluvia artificial, y la supuesta relación entre los terremotos y la radioactividad.
Además, obtuvo el reconocimiento por parte de Marie Curie, que, preguntada por la científica rumana, declaraba lo siguiente: "Miss Mărăcineanu trabajó muchos años en mi laboratorio y recientemente obtuvo su doctorado en Física. Aprecio particularmente su trabajo científico".

## Publicaciones sobre radiactividad y radiactividad artificial
Observación de radiactividad inducida: Una de sus contribuciones más notables fue el concepto de radiactividad artificial, el cual presentó en publicaciones en las que describía cómo ciertos materiales, como el aluminio, adquirían radiactividad tras ser expuestos a fuentes radiactivas como el radio. En una de sus publicaciones más conocidas, Mărăcineanu explicó el fenómeno de la radiactividad inducida, proponiendo que los elementos podían volverse radiactivos de manera artificial.
Publicación en la Academia de Ciencias de París: En 1924, Mărăcineanu presentó sus hallazgos sobre la radiactividad inducida en la Academia de Ciencias de París, una de las instituciones científicas más prestigiosas del mundo. Este artículo fue fundamental, ya que es uno de los primeros en abordar el tema de la radiactividad artificial. Sin embargo, aunque fue un avance importante, sus hallazgos no tuvieron el impacto que ella esperaba y no recibieron suficiente atención de la comunidad científica en ese momento.
Estudios sobre la relación entre la radiactividad y fenómenos naturales: Además de sus trabajos en radiactividad, Mărăcineanu publicó investigaciones sobre el uso de la radiactividad en la meteorología y la predicción de terremotos. A través de estos estudios, sugirió que las variaciones en la radiactividad en la atmósfera podían estar relacionadas con cambios climáticos y eventos sísmicos. Aunque estas ideas eran innovadoras, no fueron bien aceptadas en su tiempo y no lograron respaldo científico.
Escritos en la Revista de la Academia Rumana de Ciencias: Ya de regreso en Rumania, publicó varios estudios en la Revista de la Academia Rumana de Ciencias, en los que profundizó en su teoría sobre la radiactividad artificial y sus aplicaciones. Estas publicaciones le permitieron presentar sus ideas al ámbito académico rumano y mantenerse activa en la comunidad científica local.

## Premios y reconocimientos
- Entre la comunidad científica se considera que el Premio Nobel otorgado a Frederick e Irene Joliot-Curie mereció ser asociado a Stefania, al ser la primera en identificar el fenómeno que llevó a esta pareja a lograr tal premio.[4]

- También recibiría un premio en memoria del recientemente fallecido Rey Ferdinand, de manos de la fundación del mismo nombre, por su trabajo sobre la transmutación química.[3]

- El 24 de junio de 1936, Stefania pidió oficialmente a la Academia de Ciencias de Rumanía que apoyaran y reconocieran la prioridad e importancia de su trabajo. Su solicitud fue concedida en 1937, cuando fue elegida miembra de la Academia de Ciencias de Rumanía, y dos años más tarde directora de investigación.[3]

### Reconocimiento tardío
En años posteriores, algunos estudiosos de la historia de la ciencia han resaltado la importancia de sus publicaciones, especialmente en lo que respecta a la radiactividad artificial. Hoy en día, sus investigaciones son reconocidas como pioneras y han ganado visibilidad dentro de la historia de la física nuclear y la radiactividad.